# Sygnalizator wibracyjny
Sygnalizator wibracyjny – czujnik, najczęściej kształtem przypominający widełki kamertonu, przeznaczony do sygnalizacji poziomu cieczy i materiałów sypkich.
Zasada działania polega na pomiarze zmiany częstotliwości rezonansowej drgań widełek, wynikającej ze zmiany gęstości ośrodka, w którym są zanurzone (np. w wodzie ze względu na wyższą gęstość, częstotliwość rezonansowa jest większa niż w powietrzu). Układ elektroniczny wykrywa zmianę częstotliwości, co jest sygnalizowane przez odpowiednią zmianę sygnału wyjściowego urządzenia.
W przypadku niektórych rozwiązań, informacja o zmianie częstotliwości drgań wykorzystywana jest do pomiaru gęstości lub stężenia cieczy (np. Liquiphant Density, E+H).